# Blácaire mac Gofrith
Blácaire mac Gofrith (nórdico antiguo: Blákári Guðrøðsson, m. 948) fue un caudillo hiberno-nórdico, monarca vikingo del reino de Dublín a finales del siglo X. Hijo de Gofraid ua Ímair y bisnieto de Ímar, por lo tanto pertenece a la dinastía Uí Ímair.
Los Anales de Clonmacnoise citan que Blácaire inicia su gobierno sobre Dublín cuando su primo Amlaíb Cuarán tuvo que desplazarse al reino de Northumbria para ayudar a su hermano Amlaíb mac Gofraid que por entonces era rey de Jórvik (940). Amlaíb mac Gofraid murió al año siguiente y Amlaíb Cuarán se convirtió en el nuevo monarca del reino vikingo de York, mientras que Blácaire permaneció en Irlanda. El primer registro sobre su actividad como rey de Dublín es una incursión al norte de Irlanda, el 26 de febrero de 943 luchó contra las fuerzas de Muirchertach mac Néill cerca de Armagh, derrotando y matando a Muirchertach. Armagh fue objeto de saqueo un día después. 
En 944 Congalach mac Máel Mithig, rey de Knowth, junto con el rey de Leinster, atacaron y devastaron Dublín. La cita sobre el saqueo aparece en Chronicon Scotorum:
Cuatrocientos extranjeros sucumbieron en la toma de la Fortaleza, y ellos [irlandeses] quemaron y se llevaron sus joyas y tesoros y prisioneros.
En el mismo año Amlaíb Cuarán y Ragnall mac Gofrith, hermano de Blácaire, fueron expulsados de York. Probablemente Amlaíb se refugió en el reino de Strathclyde, pero también fue rechazado y regresó a Dublín en 945. Ragnall murió en su intento de recuperar York. La postura de Blácaire tras el saqueo de Dublín parece que fue considerado débil y el trono pasó a manos de Amlaíb Cúarán.
Amlaíb y su aliado Congalach Cnogba fueron derrotados, con gran pérdida de vidas humanas en Dublín, por Ruaidrí ua Canannáin en Slane (947). Esta derrota permitió a Blácaire a recuperar el trono de Dublín aunque no perduró mucho en el poder pues fue asesinado en 948 según se menciona en Chronicon Scotorum, y un millar o más de dublineses murieron o fueron capturados por Congalach.
Le sucedió en el trono como rey de Dublín, el hermano de Amlaíb Cuarán, Gofraid mac Sitriuc.